# Natalia Molchanova

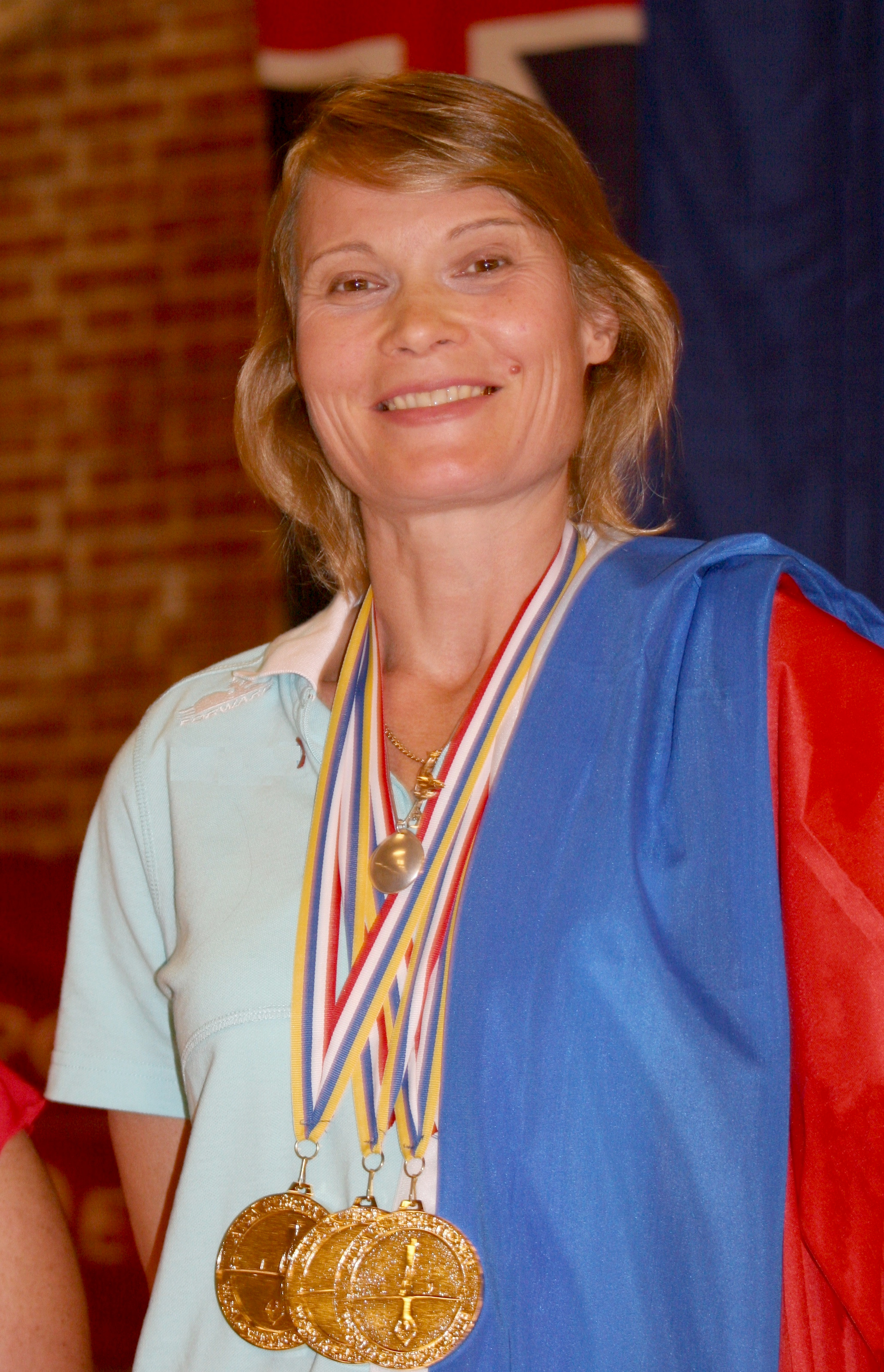

Natalia Vadimovna Molchanova Russian: Наталья Вадимовна Молчанова; (Ufa 8 de maio de 1962 - Ibiza 2 de agosto de 2015) foi uma mergulhadora russa, detentora de múltiplos recordes mundiais e presidente da confederação russa de mergulho livre.
Em agosto de 2015, Molchanova desapareceu durante um mergulho recreativo e foi considerada “presumivelmente morta” após esforços de buscas terem sido abandonadas em 5 de agosto de 2015.

## Vida pessoal
Molchanova nasceu em Ufa em 1962. Molchanova tem um filho, Alexey, e uma filha, Oksana.

## Carreira
Molchanova foi a mais condecorada atleta de mergulho livre da história. Ela possuía 41 recordes mundiais à época de de seu desaparecimento e venceu 23 medalhas de ouro ao longo da carreira. No campeonato mundial de mergulho livre em 2007, em Maribor na Suécia, o tempo de Molchanova foi superior ao do medalhista masculino. Em setembro de 2009, ela se tornou a primeira mulher a ultrapassar os 100 metros de mergulho com peso constante, num mergulho de 101 metros em Sharm el Sheik no Egito. 
Molchanova começou como nadadora, mas se retirou após dar à luz. Molchanova voltou a treinar com 40 anos, mudando da natação para o mergulho livre. Estreou em competições de mergulho livre em 2003 no campeonato russo em Moscou, onde conquistou um recorde nacional. O filho de Molchanova também participa em competições de mergulho livre. Molchanova, mais tarde, trabalhou como instrutora de mergulho livre na Universidade Estadual de Educação Física, Desporto, Juventude e Turismo da Rússia..

## Desaparecimento
Em 2 de agosto de 2015, ela desapareceu após um mergulho próximo à Ibiza na Espanha. Iniciais tentativas de busca não foram bem sucedidas. Em 5 de agosto, ela foi presumida falecida.

## Recordes mundiais

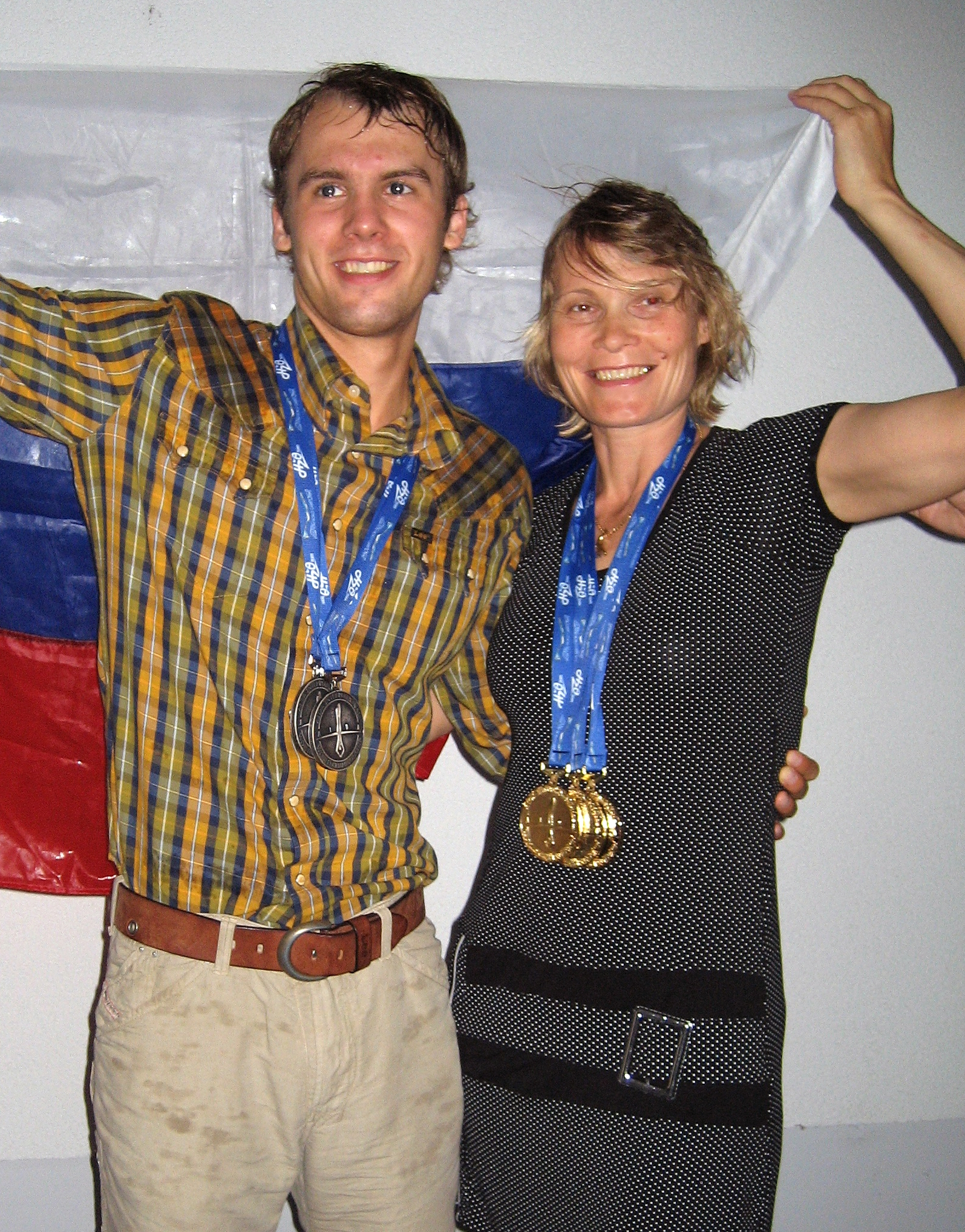
Alexey e Natalia Molchanova no campeonato mundial de mergulho livre em 2007.

| Apnea | Recorde | Data             | Local                 |
| ----- | ------- | ---------------- | --------------------- |
| FIM   | 91 m    | 21 Sep 2013      | Calamata (Grécia)     |
| CNF   | 69 m    | 16 Sep 2013      | Calamata (Grécia)     |
| STA   | 9:02"   | 28 Jun 2013      | Belgrade (Sérvia)     |
| DYN   | 234 m   | 28 Jun 2013      | Belgrade (Sérvia)     |
| DNF   | 182 m   | 27 Jun 2013      | Belgrade (Sérvia)     |
| CNF   | 68 m    | 25 Abril 2013    | Dahab (Egito)         |
| VWT   | 127 m   | 6 Jun 2012       | Sharm (Egito)         |
| CNF   | 66 m    | 8 Maio 2012      | Dahab (Egito)         |
| FIM   | 88 m    | 24 Set 2011      | Calamata (Grécia)     |
| CWT   | 101 m   | 22 Set 2011      | Calamata (Grécia)     |
| CWT   | 100 m   | 16 Abril 2011    | Blue Hole (Bahamas)   |
| VWT   | 125 m   | 16 Junho 2010    | Calamata (Grécia)     |
| DYN   | 225 m   | 25 Abril 2010    | Moscow (Rússia)       |
| CNF   | 62 m    | 3 Dez 2009       | Blue Hole (Bahamas)   |
| FIM   | 90 m*   | 27 Set 2009      | Sharm (Egito)         |
| CWT   | 101 m*  | 25 Set 2009      | Sharm (Egito)         |
| STA   | 8:23"   | 21 Agosto 2009   | Aarhus (Dinamarca)    |
| DNF   | 160 m   | 20 Agosto 2009   | Aarhus (Dinamarca)    |
| DYN   | 214 m   | 5 Outubro 2008   | Lignano (Itália)      |
| FIM   | 85 m    | 27 Julho 2008    | Crete (Grécia)        |
| CWT   | 95 m    | 25 Julho 2008    | Crete (Grécia)        |
| CNF   | 60 m    | 12 Junho 2008    | Dahab (Egito)         |
| FIM   | 82 m    | 10 Junho 2008    | Dahab (Egito)         |
| DNF   | 149 m   | 7 Julho 2007     | Maribor (Eslovênia)   |
| STA   | 8:00"   | 6 Julho 2007     | Maribor (Eslovênia)   |
| DYN   | 205 m   | 5 Julho 2007     | Maribor (Eslovênia)   |
| FIM   | 80 m    | 3 Junho 2006     | Dahab (Egito)         |
| DYN   | 200 m   | 23 Abril 2006    | Moscow (Rússia)       |
| STA   | 7:30"   | 22 Abril 2006    | Moscow (Rússia)       |
| DNF   | 131 m   | 20 Dezembro 2005 | Tokyo (Japão)         |
| CNF   | 55 m    | 7 Novembro 2005  | Dahab (Egito)         |
| FIM   | 78 m    | 5 Novembro 2005  | Dahab (Egito)         |
| CWT   | 86 m    | 3 Setembro 2005  | Villefranche (França) |
| DNF   | 124 m   | 25 Agosto 2005   | Renens (Suiça)        |
| STA   | 7:16"   | 25 Agosto 2005   | Renens (Suiça)        |
| DYN   | 178 m   | 25 Agosto 2005   | Renens (Suiça)        |
| DYN   | 172 m   | 24 Abril 2005    | Moscow (Rússia)       |
| DNF   | 108 m   | 23 Abril 2005    | Moscow (Rússia)       |
| DYN   | 155 m   | 25 Abril 2004    | Moscow (Rússia)       |
| DYN   | 150 m   | 26 Maio 2003     | Limassol (Cipre)      |

- Note 1: Os dois recordes de 2009, 101 m e 90 m, foram revogadas pela federação oito meses depois de terem sido definido. A razão para isso foi a introdução de uma nova regra, que foi depois aplicado retroativamente.
- Note 2: Federação de mergulho livre define os vários códigos de apeneia.  Os recordes de distância estão em metros; e os tempos de duração em minutos e segundos..